# Eugène Lagarde
Pour les articles homonymes, voir Lagarde.
Eugène-Antoine Lagarde est un haut fonctionnaire français, né le 19 ventôse an IX (10 mars 1801) et décédé le 7 décembre 1859.

## Biographie
Eugène-Antoine Lagarde occupa les fonctions de sous-préfet de Quimperlé de 1841 à 1842, de sous-préfet de Bellac, nommé le 22 juin 1845. Il fut ensuite nommé préfet de Seine-et-Marne le 2 mai 1848, charge qu’il exerça dans le Gard de 1849 à 1851. Il fut à Nîmes particulièrement sévère avec les sociétés légitimistes qu'il fit dissoudre pour raisons administratives.
Alors qu'il venait d'être nommé préfet du Gers, le 2 décembre 1851, il eut à faire face aux insurgés républicains lors du coup d’État de Louis-Napoléon Bonaparte. Arrêté par la foule armée, il fut conduit à la mairie d'Auch où après avoir harangué la foule, il fut remis en liberté. Installé à la préfecture, il dut aussitôt, aux côtés de son prédécesseur Albin Lerat de Magnitot, faire face aux  émeutes qui ensanglantaient la ville. Le calme revenu, il fit effacer la devise républicaine des monuments publics.
Eugène-Antoine Lagarde a été fait chevalier de la Légion d’honneur.